# Delbert L. Stapley

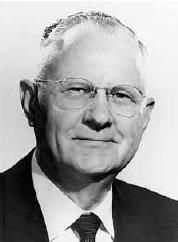
Delbert L. Stapley (1963)

Delbert Leon Stapley (* 11. Dezember 1896 in Mesa, Arizona-Territorium; † 19. August 1978 in Salt Lake City, Utah) war ein Apostel der Kirche Jesu Christi der Heiligen der Letzten Tage und gehörte von 1950 bis zu seinem Tod dem Kollegium der Zwölf Apostel an.

## Leben
Stapley wuchs zusammen mit acht Geschwistern im Arizona-Territorium auf. Im Alter von 18 Jahren war er als Missionar in der Southern States Mission im südlichen Teil der Vereinigten Staaten tätig. Während des Ersten Weltkrieges diente er im Marine Corps. Später arbeitete Stapley, der im Januar 1918 im Salt-Lake-Tempel geheiratet hatte, in dem Baumarkt seines Vaters, den er schließlich übernahm und vergrößerte. Im Alter von 25 Jahren wurde er in das Mesa City Council gewählt. Aus seiner Ehe gingen drei Kinder hervor.
Am 5. Oktober 1950 wurde Stapley von George Albert Smith zum Apostel der Kirche Jesu Christi der Heiligen der Letzten Tage ernannt und wurde damit Mitglied des Kollegiums der Zwölf Apostel. Am 19. August 1978 starb Stapley unweit seines Hauses in Salt Lake City während eines Spazierganges an Herzinsuffizienz.